# Bertram Beerbaum

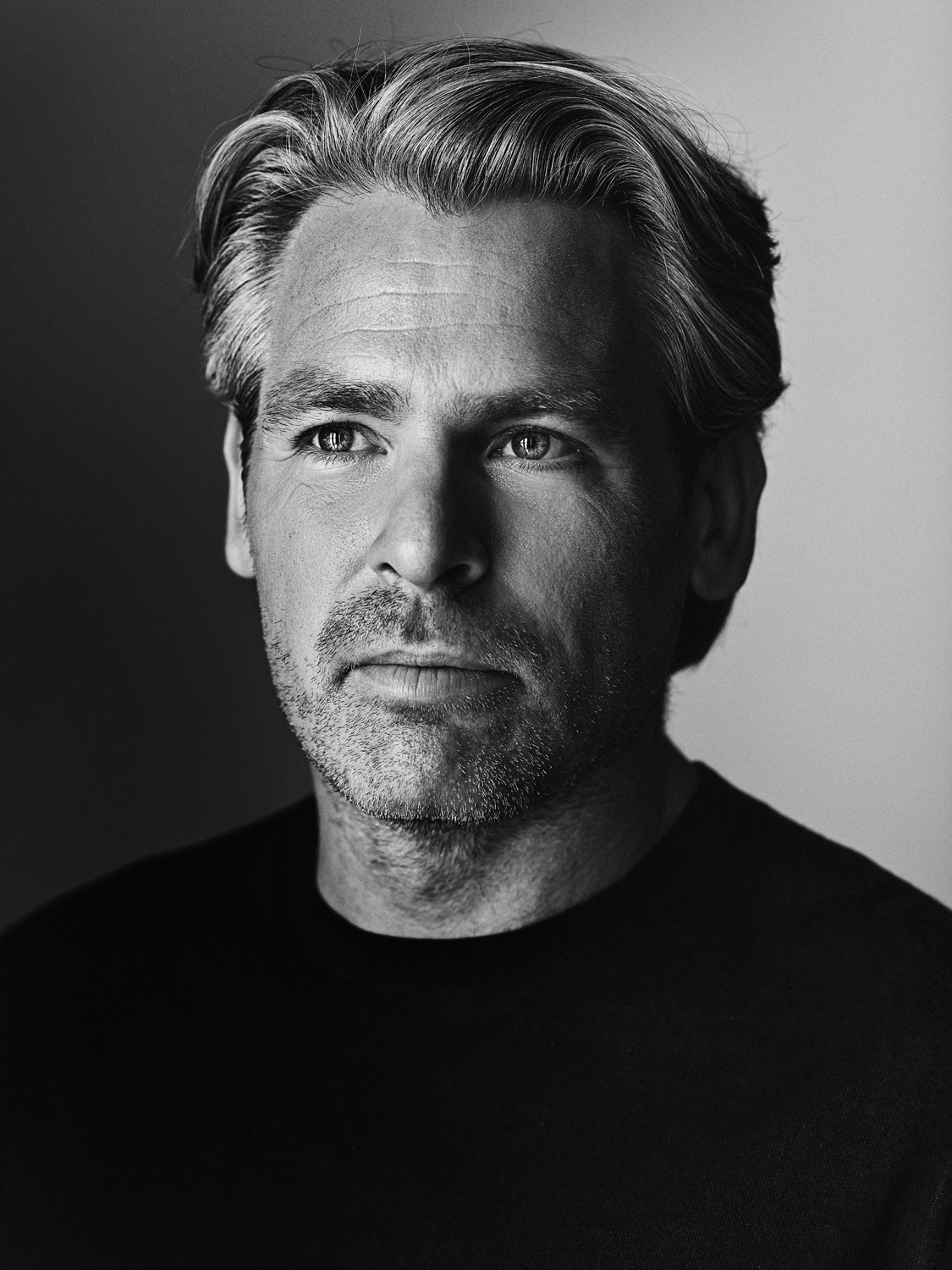
Portret Bertram Beerbaum

Bertram Beerbaum (Hilversum, 1976) is een Nederlandse product- en interieurontwerper. 

## Opleiding en loopbaan
Beerbaum begon in 1996 de studie Communicatie en Vormgeving. Tijdens zijn studie kwam hij terecht bij interieur- en architectenbureau Kabaz. Sinds 2002 is Kabaz onder leiding van Bertram Beerbaum en André de Vos. Daarnaast ontwerpt hij diverse meubelcollecties voor merken als Formani.

## Bekende Nederlander
Als woon- en interieurexpert was Bertram Beerbaum regelmatig terug te zien bij diverse woonprogramma’s als Huizenjacht, Je eigen Droomhuis en Hotel Rules.
In 2020 lanceerde Beerbaum zijn eerste interieur Design boek genaamd “HALF, Interior Design”.

## Erkenning

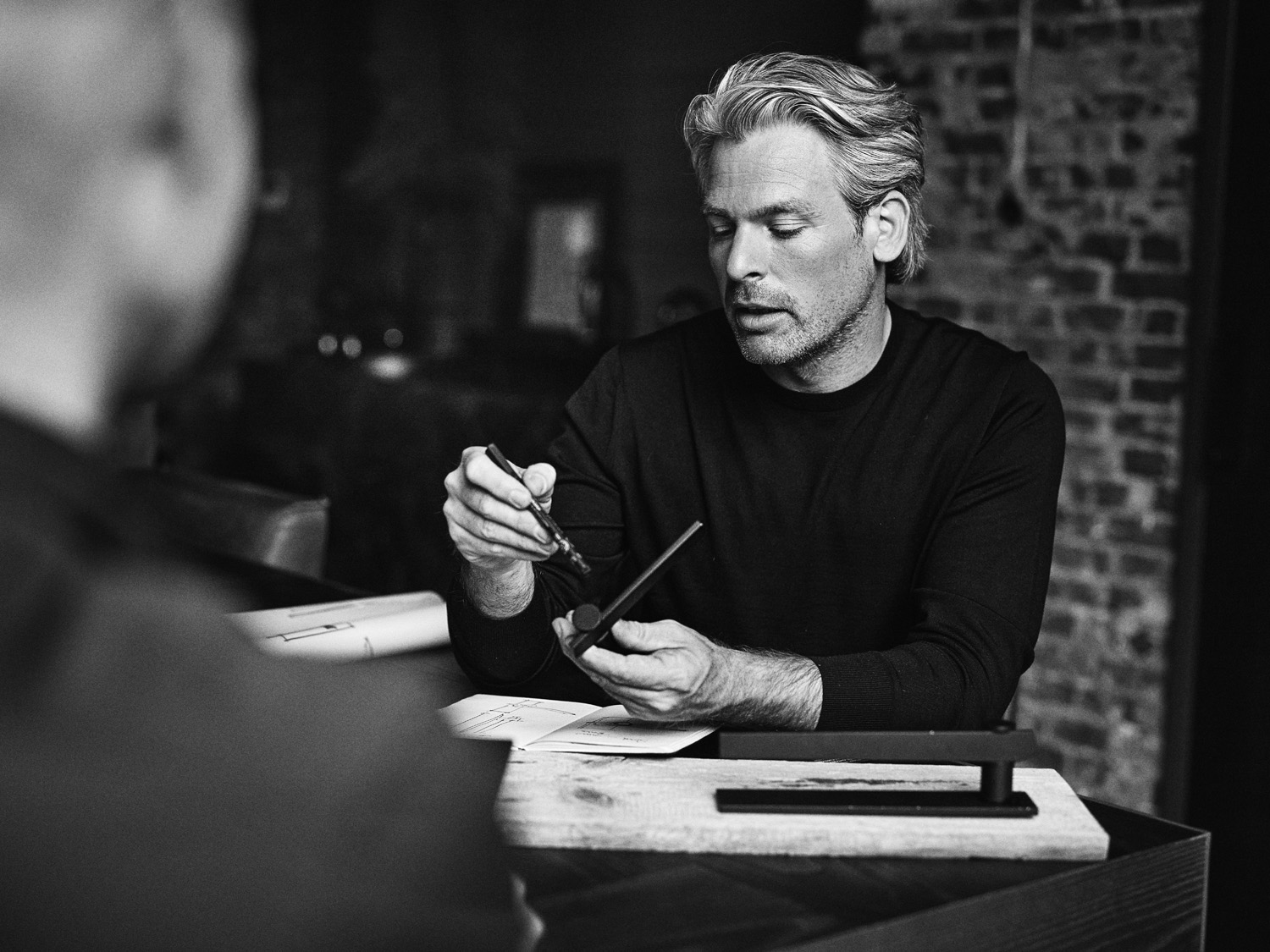
Bertram Beerbaum 'Tense' product design for Formani

- In 2016 ontving Beerbaum de German Design Award voor het ontwerpen van de ‘TENSE’ collectie van Formani.
- In 2019 won Bertram Beerbaum met Kabaz twee European Property Awards.